# Alt-Oberhausen

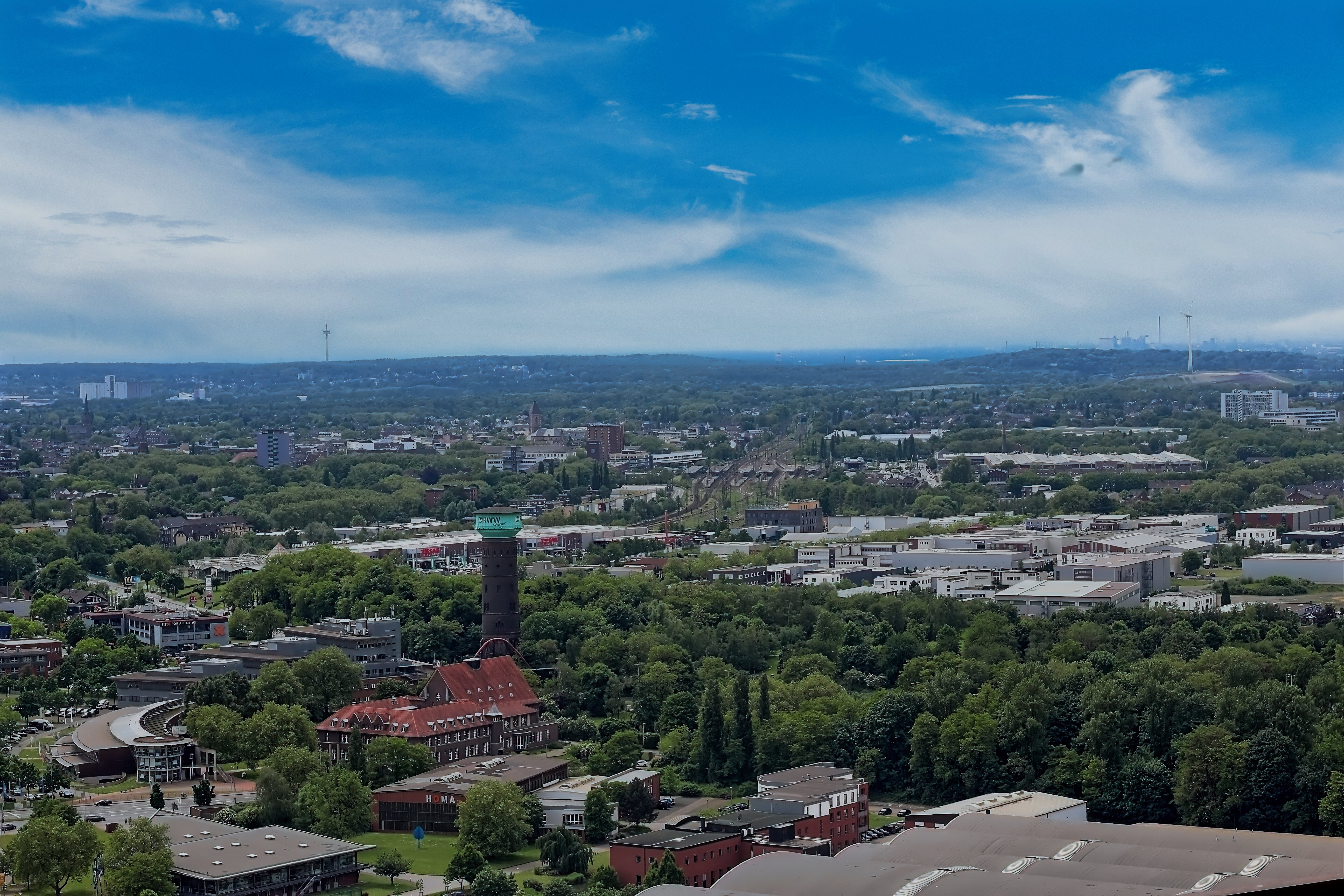
Blick vom Gasometer auf den Stadtteil Alt-Oberhausen

Alt-Oberhausen ist ein Stadtbezirk von Oberhausen, der sich neben den ursprünglichen Stadtteilen Lirich und dem der Industrialisierung zum Opfer gefallenen Ortsteil Lippern in die Stadtteile Alstaden, Bermensfeld, Borbeck mit Dellwig und Frintrop, Dümpten mit Vennepoth, Knappenviertel, Neue Mitte mit Grafenbusch, Oberhausen-Mitte mit Marienviertel und Brücktorviertel, Schlad und Styrum gliedert. Er grenzt im Norden an die Stadtbezirke Sterkrade und Osterfeld, im Osten an die kreisfreie Stadt Essen sowie an Mülheim an der Ruhr im Osten und Süden und  an die kreisfreie Stadt Duisburg im Westen. Seine Grenzen entsprechen denen der Stadt Oberhausen von 1929 vor dem Zusammenschluss mit Sterkrade und Osterfeld.
Weiteres siehe Hauptartikel Oberhausen.

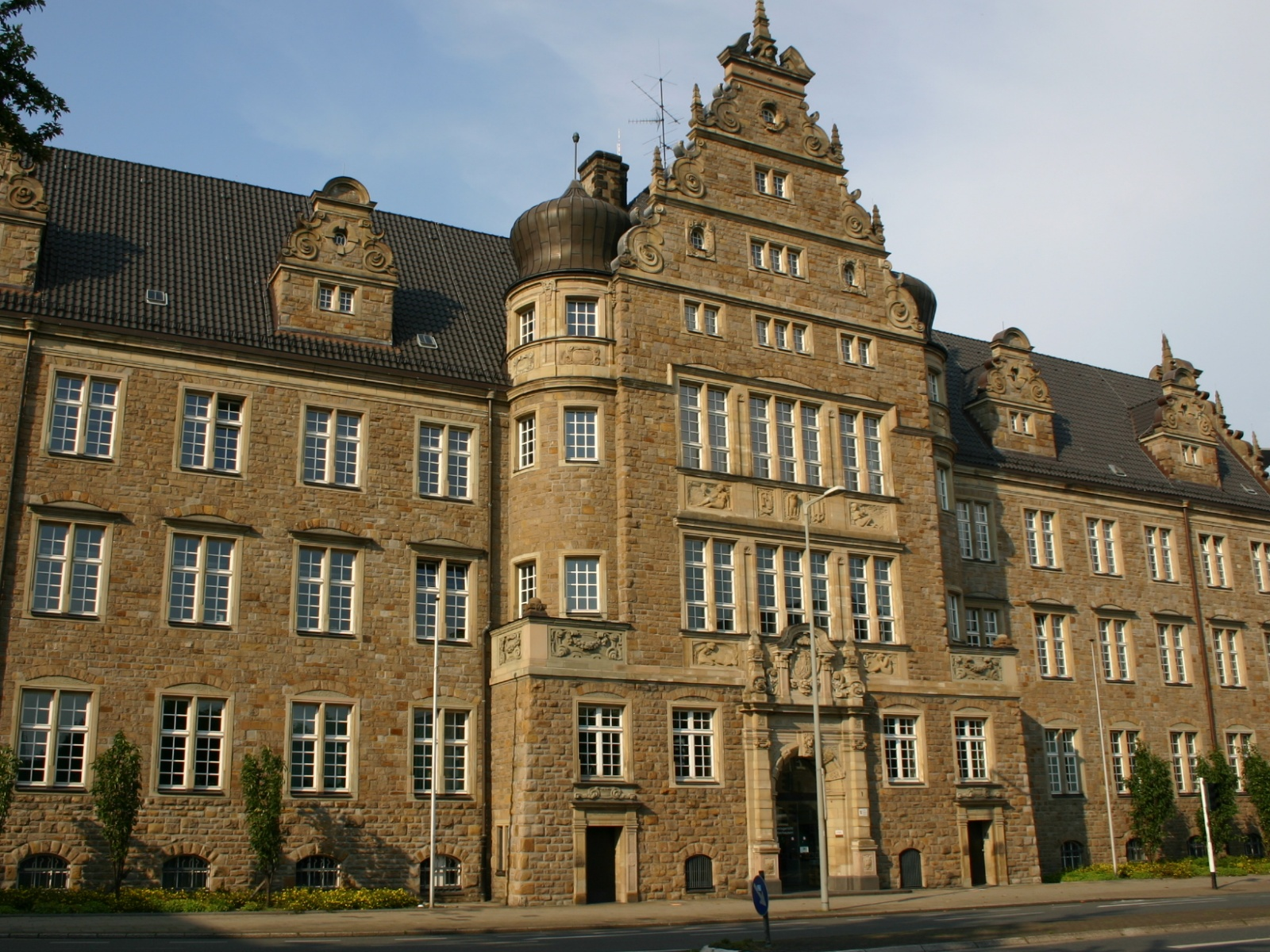
Amtsgericht
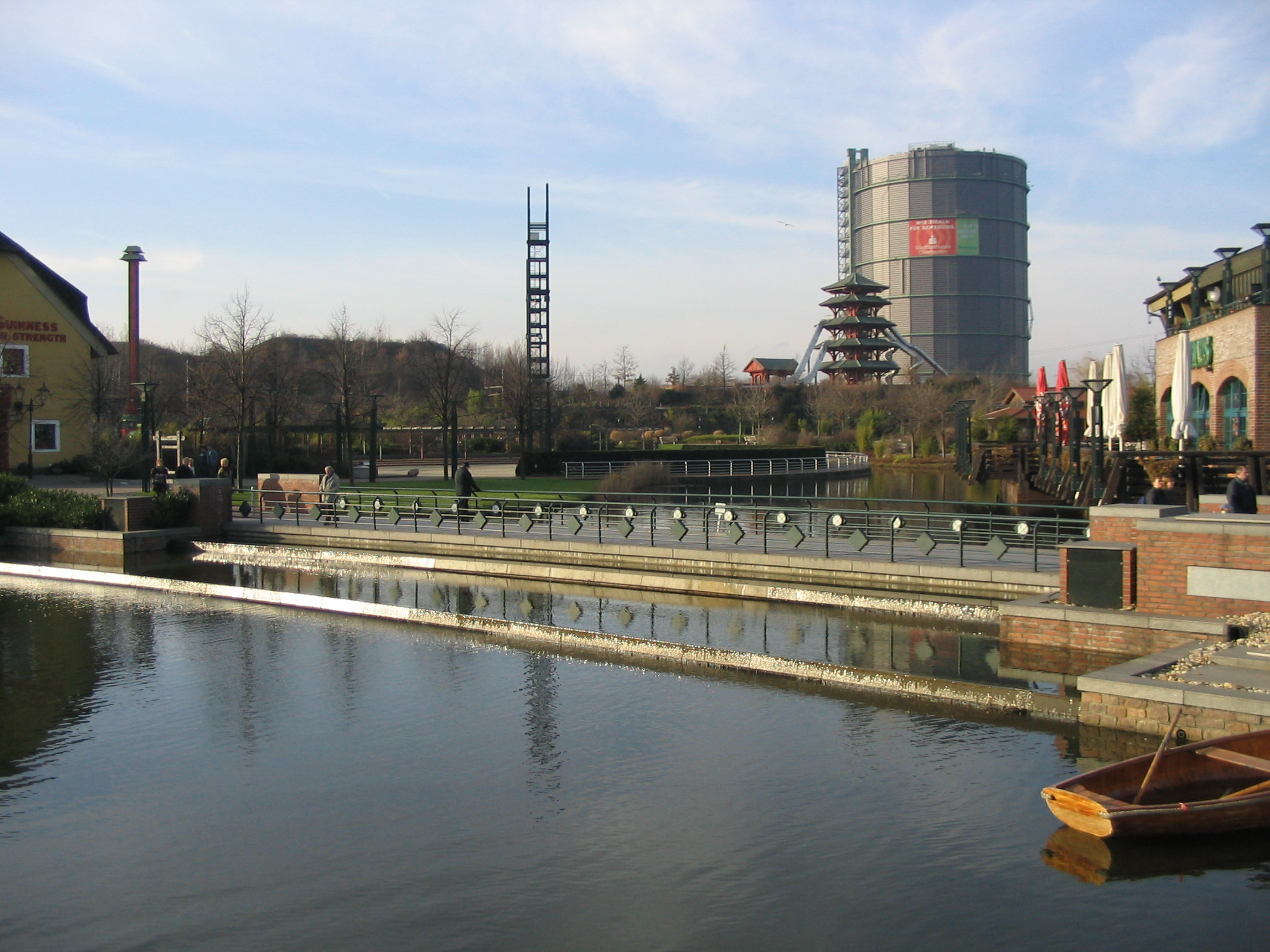
Blick vom CentrO zum Gasometer
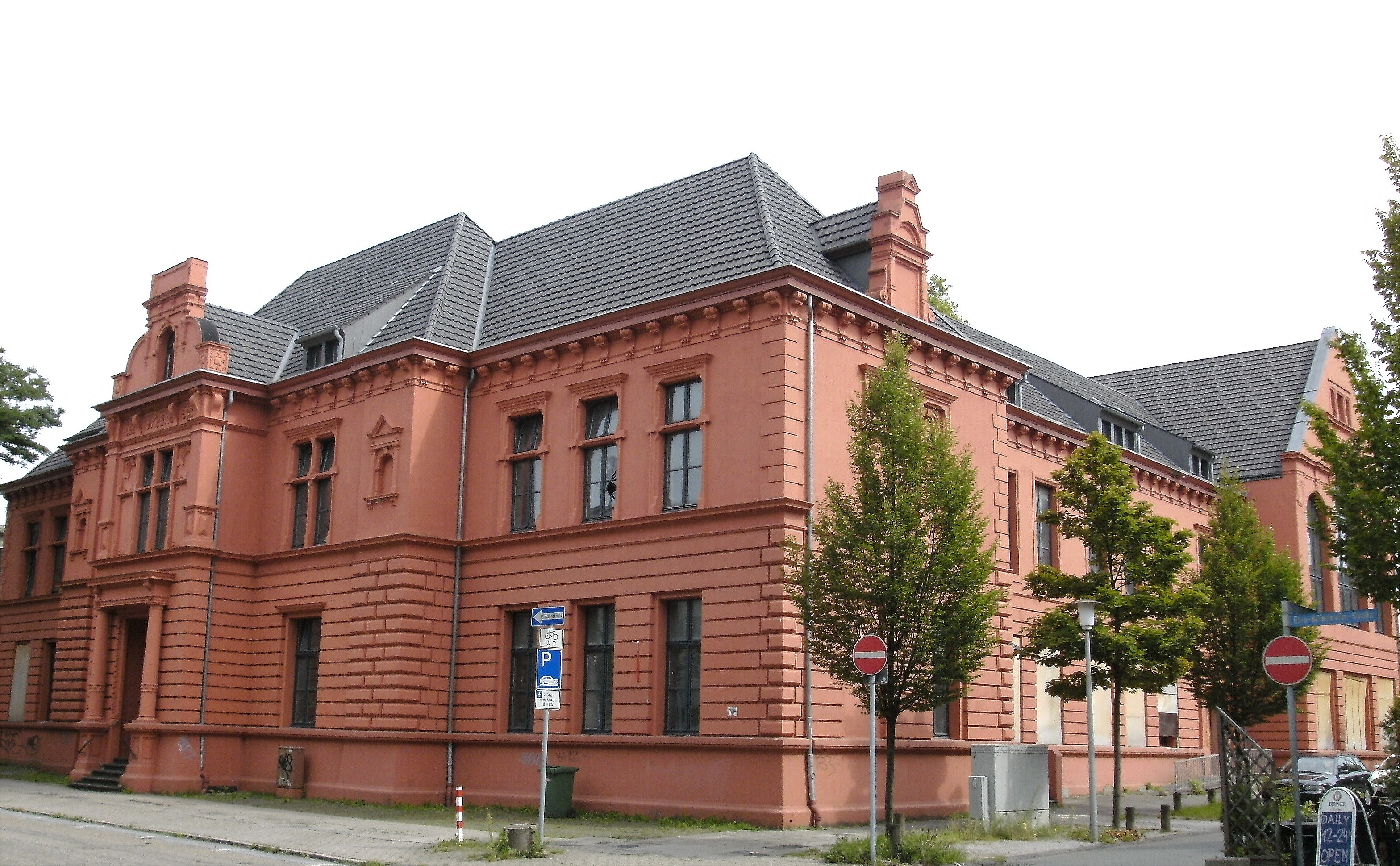
Ehemaliges Lyzeum
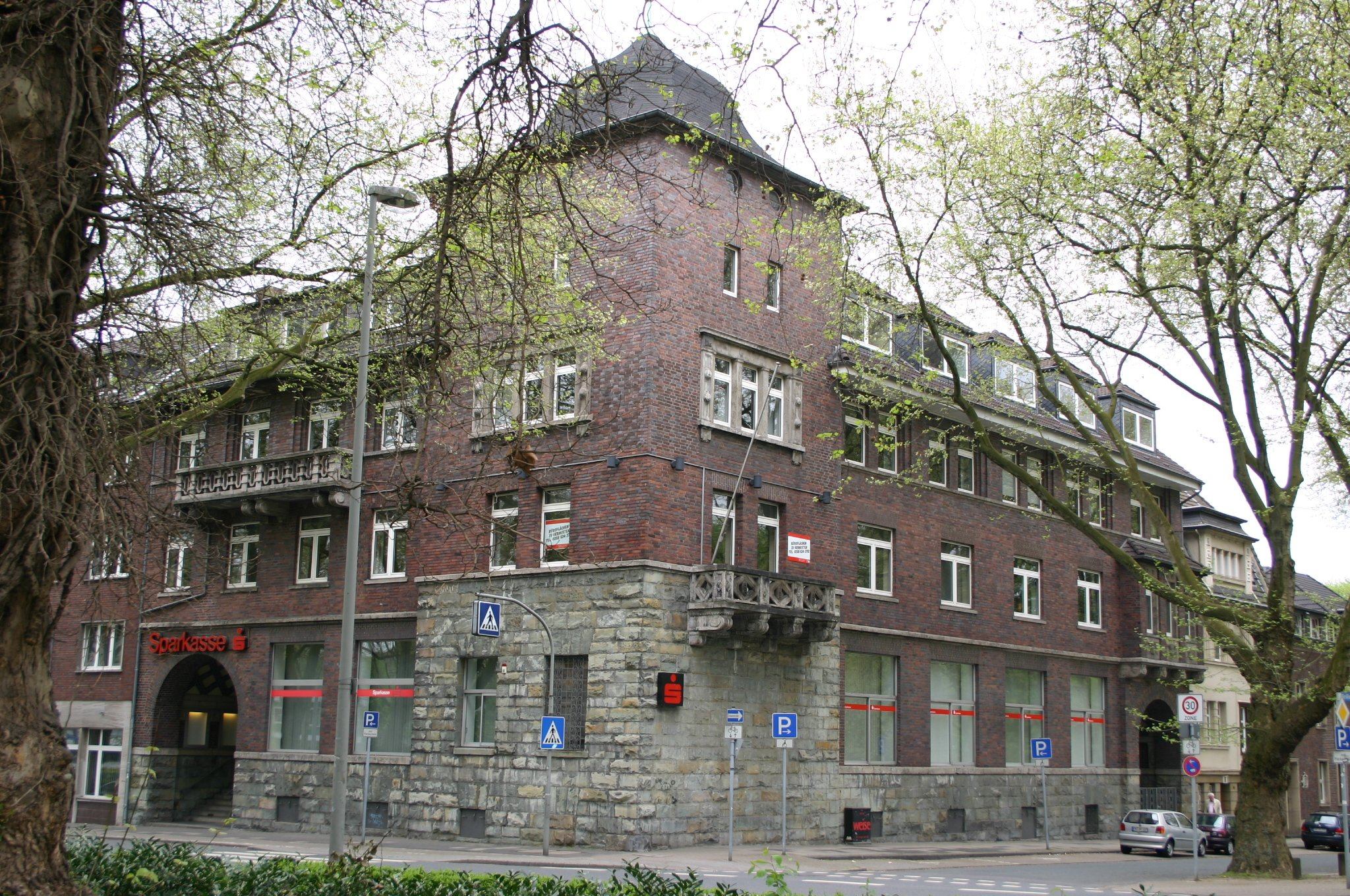
Filiale Rathaus der Stadtsparkasse
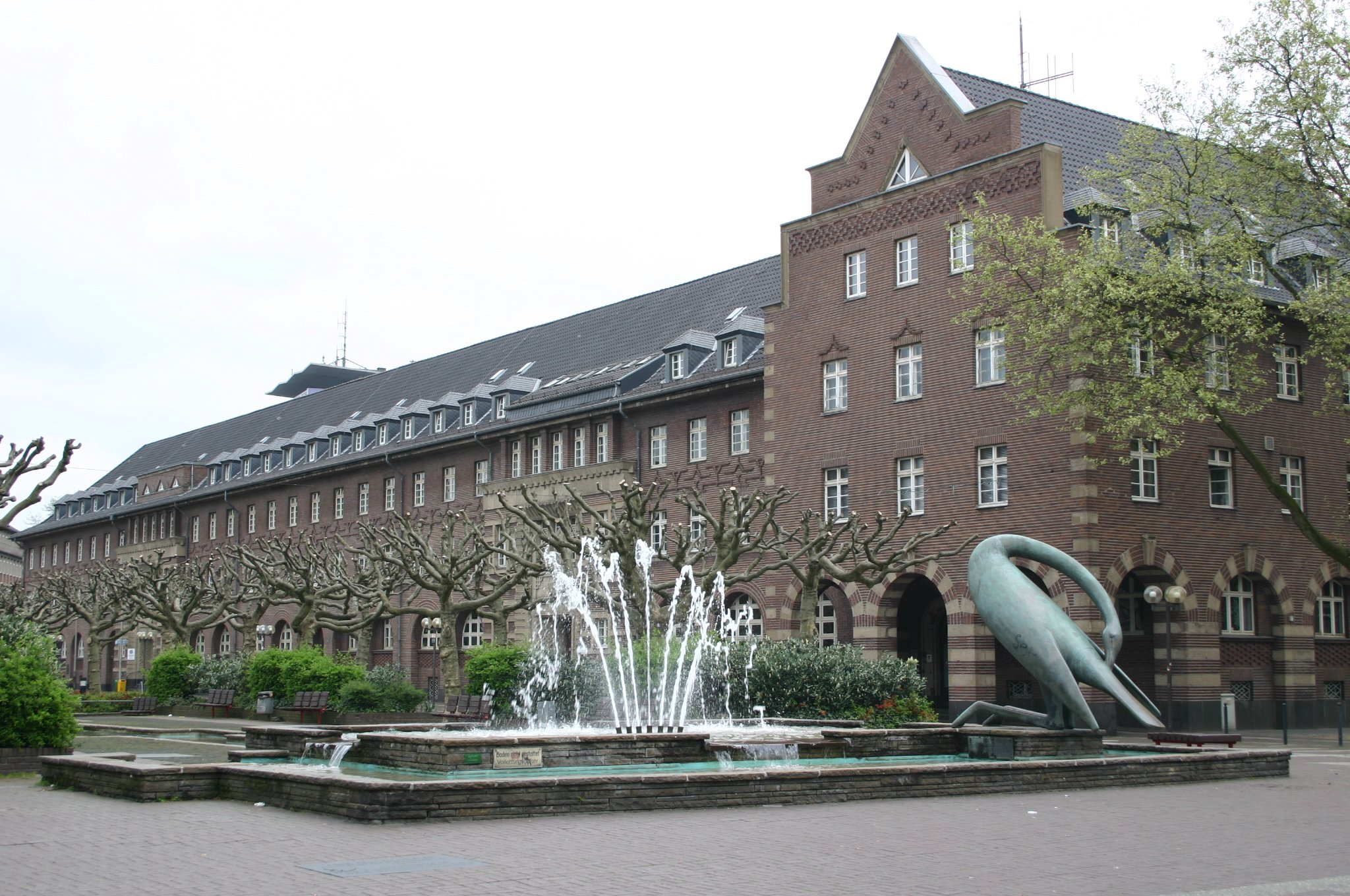
Polizeipräsidium mit Friedensplatz
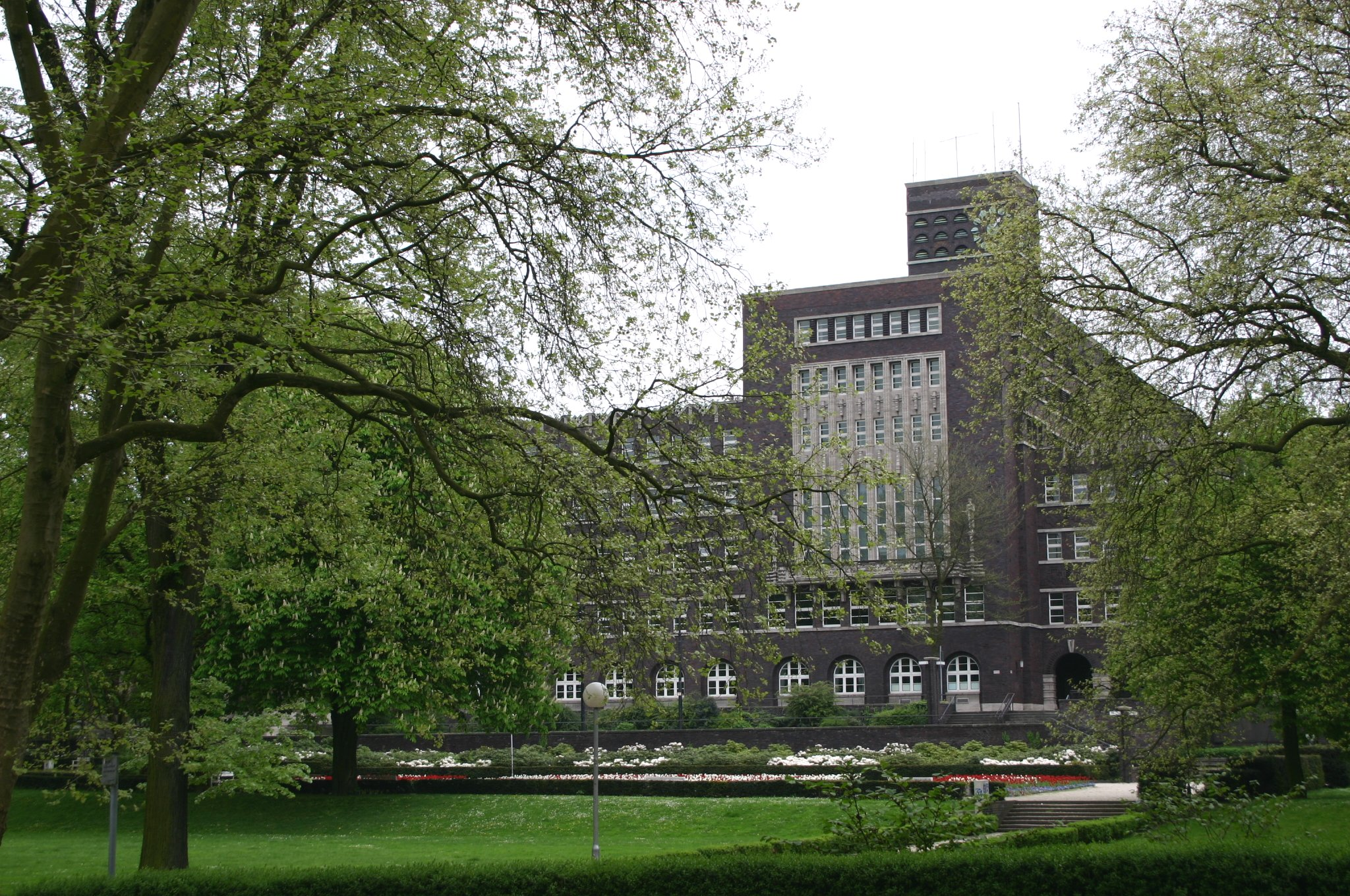
Rathaus mit Grillopark
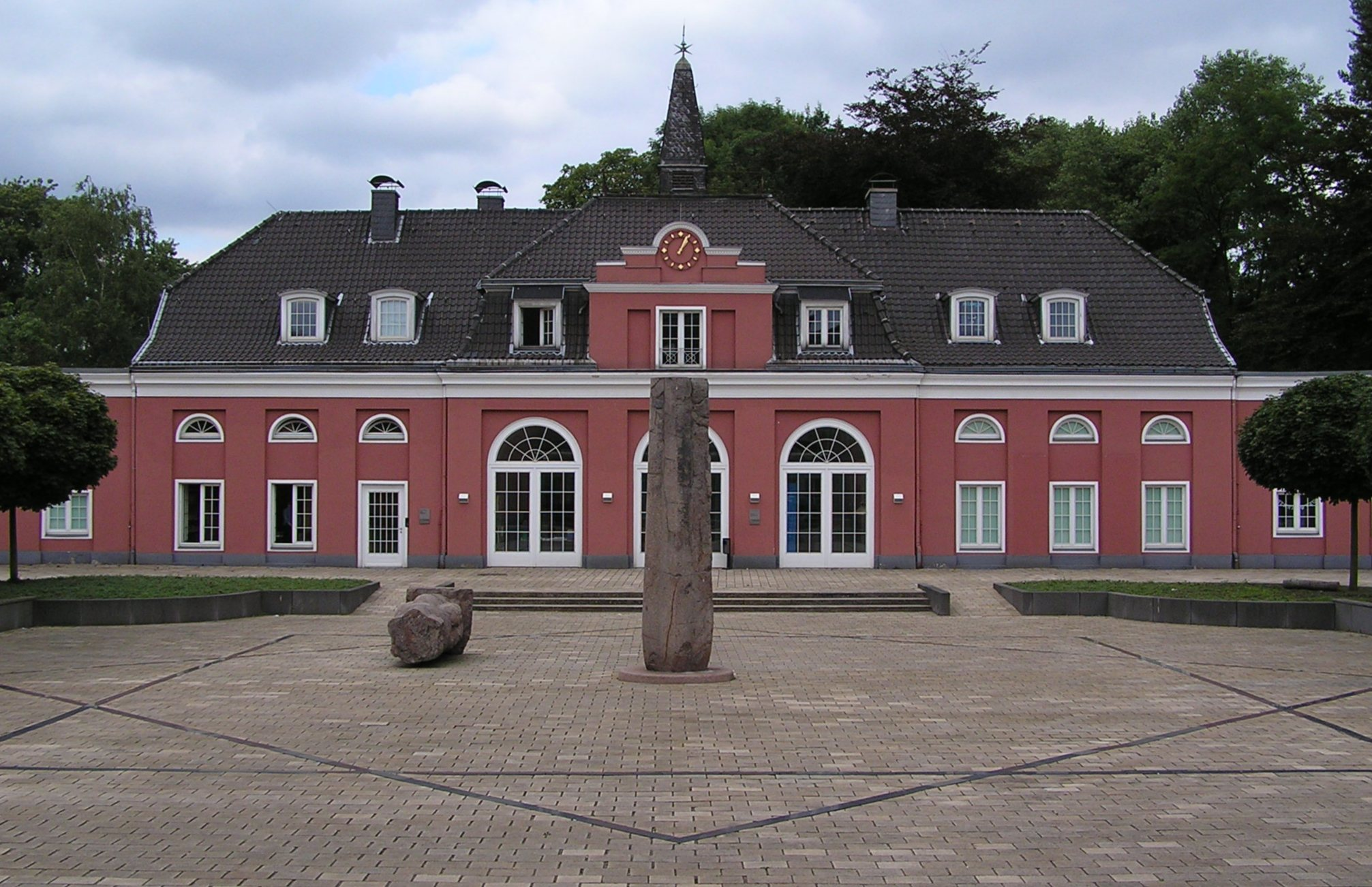
Schloss Oberhausen (Kleines Schloss)
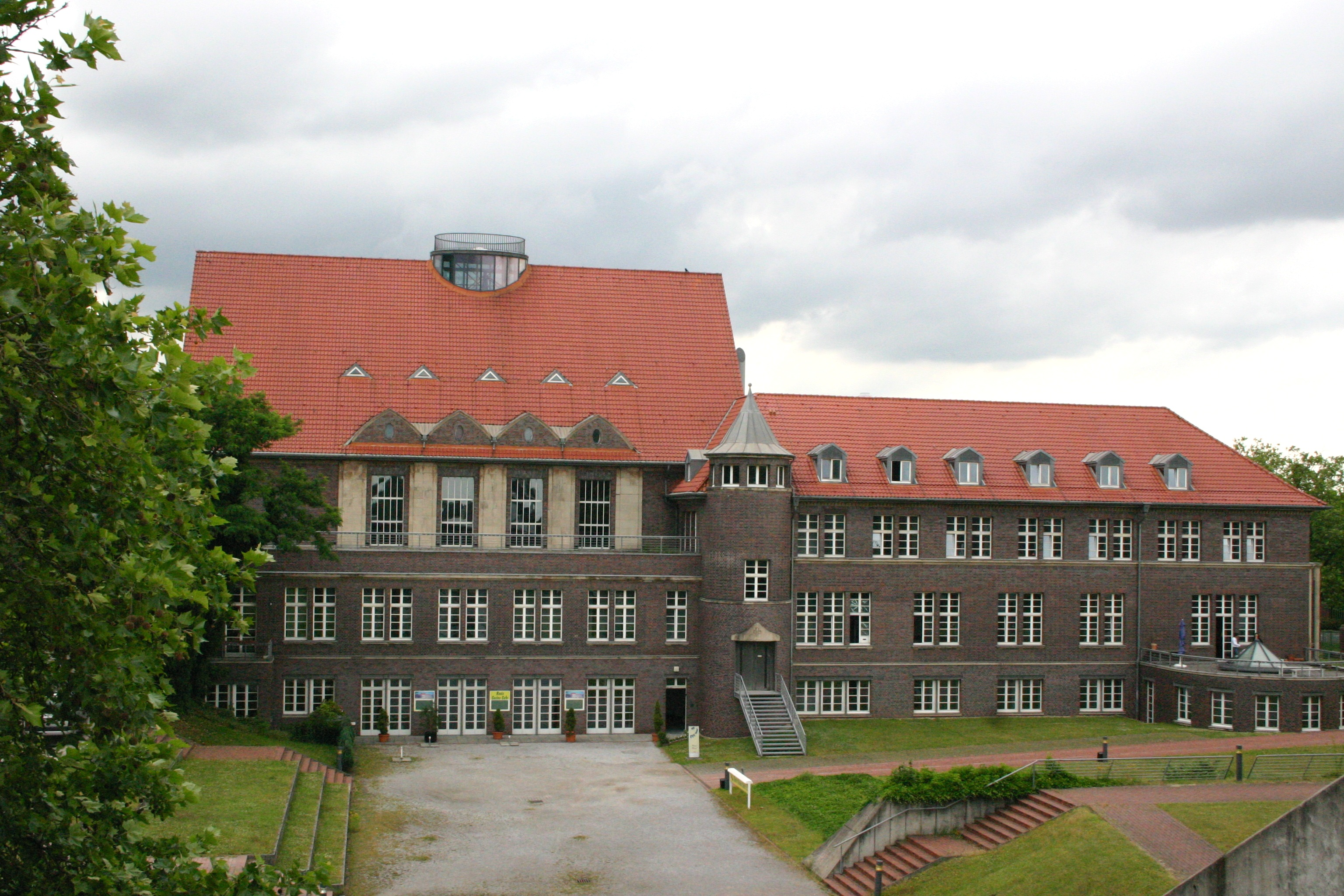
Werksgasthaus der GHH